# Mit Herz und Holly: Kleine Wunder
Mit Herz und Holly: Kleine Wunder ist ein deutscher Fernsehfilm aus dem Jahr 2024 und die vierte Folge der im Rahmen der Herzkino-Reihe ausgestrahlten Arztserie Mit Herz und Holly. Die Erstausstrahlung erfolgte am 10. November 2024 im ZDF.
Die Dreharbeiten fanden vom 16. April bis 14. Juni 2024 in Tangermünde und Umgebung statt.

## Handlung
Die Tangermünder Landärztin Dr. Holly Sass genießt die Zweisamkeit mit ihrem Vermieter Gregor Seefried. Überraschend zeigt Christine Mergenthaler, Gregors im Wachkoma befindliche Ehefrau, nach mehr als zwei Jahren im Pflegeheim erste Zeichen des Erwachens. Zur weiteren Beobachtung wird sie in ein Krankenhaus verlegt, wo der ungewöhnliche Fall vom Oberarzt Dr. Gabriel Linné mit übermäßigem Ehrgeiz verfolgt wird. Zum Unwillen der Angehörigen vollzieht der Neurologe im Rahmen einer Videokonferenz mit anderen Experten fragwürdige Untersuchungen an seiner Patientin. Holly und Gregor sind ob der neuen Entwicklung verunsichert, da sich ihr Freund nun mit voller Aufmerksamkeit der Genesung seiner Frau widmen muss. Als Folge des Interessenkonflikts gibt Holly die medizinische Betreuung zunächst ab und unterbricht die Beziehung mit Gregor. Seine resolute Tochter Emma bittet Holly hingegen, in der Ferienabwesenheit auf ihn einzuwirken, damit ihre Mutter zur mobilen Rehabilitation nach Hause verlegt werden kann. Nach der Fahrt auf einem Karussell auf einem Jahrmarkt im Ort verschlechtert sich Christines Zustand zeitweise, gerade als sich Gregor und Holly wieder näherkommen. Nachdem Christine zurück in das Krankenhaus gebracht worden ist, wirft Emma der Ärztin verantwortungsloses Handeln vor. Doch später überzeugt Holly Gregor von der Notwendigkeit eines Umzugs seiner Familie in eine spezialisierte Rehaklinik in der Nähe von Stuttgart. Mit zwiespältigen Gefühlen verabschieden sich die beiden voneinander.
In der Praxis instruiert die Inhaberin Dr. Katrin Herz Holly und Dean derweil über die von ihr gewünschte Form der Zusammenarbeit. Der überanstrengten Chefin fällt es nach wie vor schwer, auf Kontrolle in ihrem Beruf zu verzichten, zumal sie die nicht aufgearbeitete Ehekrise zusätzlich belastet. Nach einer Aussprache bahnt sich jedoch eine Versöhnung mit ihrem Mann Bernd an. Zudem gerät Katrin mit dem ebenfalls in Trennung von seiner Frau lebenden Landwirt Matthias Dömitz wegen der Betreuung seines demenzkranken Vaters Rudi in eine heftige Auseinandersetzung. Rudi hat zahlreiche Hämatome am Körper, wobei Katrin häusliche Gewalt aufgrund von Überforderung mit der unberechenbaren Verhaltensweise des Kranken nicht ausschließt. Nach einer Kreislaufstörung infolge von Arbeitsüberlastung entdeckt sie gemeinsam mit Holly durch Zufall ein Asthmamedikament, das die Symptome auf Rudis empfindlicher Haut ausgelöst hat. Erleichtert verträgt sich Katrin wieder mit Matthias. In einer weiteren Angelegenheit verhilft sie den frisch verliebten Patienten Rüdiger Kunze und Sandra Förster zur Überwindung ihrer gegenseitigen Annäherungsprobleme.
Unterdessen lernt der Praxis-Assistent Dean den mittellosen Fahrradkurier Ferdinand Sobotka über eine Online-Datingplattform kennen und bietet ihm unentgeltlich medizinischen Rat an. Als Katrin beide überrascht, entlässt sie überstürzt ihren Angestellten, da er sich in der Anzeige als Arzt ausgegeben und damit die Praxis in Verruf gebracht hat. Später diagnostiziert Holly bei Ferdinand ein verdächtiges Herzgeräusch. Katrin verteidigt zunächst ihre harte Entscheidung, stellt Dean aber auf Drängen ihrer Kollegin erneut ein, um den reibungslosen Praxisbetrieb sicherzustellen.

## Rezeption

### Kritiken
Tilmann P. Gangloff urteilte bei Tittelbach.tv in der Zusammenfassung: „Die beiden Fortsetzungen der ZDF-Sonntagsreihe „Mit Herz und Holly“ […] erfreuen durch ansprechende Bilder. […] Fesselnder als die weitere Suche der jungen Ärztin nach ihren Wurzeln ist ohnehin das titelgebende „Kleine Wunder“ im insgesamt vierten Teil, als die Ehefrau von Hollys großer Liebe völlig unerwartet nach zwei Jahren aus dem Koma erwacht. Darstellerisch sind allerdings beide Filme sehenswert. […] Auch die weniger bekannten Gesichter, Polina Schmal, Simona Theoharova & Christian Gerling, sind eine Bereicherung.“ Der Handlungsstrang mit Christines Erwachen aus dem Koma sei allerdings so stark, dass die Muttersuche gar keine Rolle mehr spiele. Polina Schmal habe als Emma bereits zum Auftakt der Reihe durch ihre Ausstrahlung imponiert. Sehr eindrucksvoll sei auch Simona Theoharova, die die Mutter über weite Strecken praktisch bloß mit den Augen spiele. Das Kern-Ensemble sei ohnehin in beiden Filmen sehenswert, zumal Inka Friedrich und Karoline Teska im zweiten wieder häufiger gemeinsame Szenen hätten. Weit mehr als eine Ergänzung der beiden Hauptdarstellerinnen sei Christian Gerling als Praxishilfe Dean. Gar nicht komisch sei dagegen die in sich abgeschlossene Erzählung zur Demenzerkrankung von Rudi Dömitz.
Oliver Armknecht zog auf film-rezensionen.de mit vier von zehn Punkten ein verhaltenes Fazit: „In „Mit Herz und Holly: Kleine Wunder“ erwacht eine Frau aus dem Koma, was das Liebesglück ihres Mannes bedroht. Das Drama schert sich weniger um Glaubwürdigkeit, will vor allem viele Konflikte einbauen. Bisherige Fans wird das freuen, neue wird der zur Seifenoper neigende Film eher nicht gewinnen.“ Er bemängelte fehlende Kontinuität, da die Reihe schwanke und mal auf den ärztlichen Fokus, mal auf den Aspekt der Muttersuche größeren Wert läge. Die gesamte Situation sei konstruiert und auch beim Verhalten der Figuren gehe es teilweise willkürlich und sprunghaft zu. Weder hinterlasse die Fortsetzung von Katrins Ehekrise noch der neue medizinische Fall Eindruck. Und weil das noch nicht genügend Stoff sein soll, lasse es der Film auch noch in der Arztpraxis kriseln. Dabei sei der Angestellte Dean Stöckritz irgendwie immer mit dabei, habe aber bislang nie eine eigene Geschichte bekommen. Viel springe dabei nicht heraus, auch der eher humoristische Ansatz führe zu nichts. Insgesamt sei der neue und vorerst letzte Film wieder eher mäßig, habe einfach nicht viel Interessantes zu erzählen. Zumindest könne man dem Ensemble keinen Vorwurf machen.
Die Fernsehzeitschrift TV Spielfilm vergab eine neutrale Wertung (Daumen mittig): „Die Story will nicht aus dem Quark kommen.“

### Einschaltquoten
Die Erstausstrahlung am 10. November 2024 wurde in Deutschland von 3,88 Millionen Zuschauern gesehen und erreichte einen Marktanteil von 13,9 Prozent (6,0 Prozent Jüngere).